# 劉軍 (羽毛球運動員)
劉軍（1968年11月9日—），江西人，中國羽毛球運動員。曾獲1991年世錦賽男單季軍、1992年全英開賽男單冠軍，1992年代表中國參加奧運羽球比賽。

## 生平
劉軍來自江西，1987年加入國家隊。1992年，劉軍在全英公開賽接連擊敗印尼名將阿迪、隊友吳文凱，最終在男單決賽以15－13、15－13擊敗另一位隊友赵剑华奪冠。他也曾奪下1991年世界錦標賽與世界盃男子單打季軍、1993年東亞運動會男子團體及單打金牌、1994年亞洲錦標賽男單亞軍，以及代表中國參加1992年奧運羽球男單項目，於第三輪賽事不敵丹麥的托马斯·施蒂尔-劳里森。團體賽方面，劉軍在1992年、1994年湯姆斯盃、1993年蘇迪曼盃等賽事助中國隊贏得季軍。
1994年，劉軍離開國家隊，後曾至馬來西亞執教。

## 主要比賽成績
只列出曾進入準決賽的國際賽事成績：
| 年份   | 賽事               | 項目     | 成績   |
| ------ | ------------------ | -------- | ------ |
| 1989年 | 日本羽球公開賽     | 男子單打 | 準決賽 |
| 1990年 | 瑞典羽球公開賽     | 男子單打 | 冠軍   |
| 1991年 | 韓國羽球公開賽     | 男子單打 | 準決賽 |
| 1991年 | 芬蘭羽球公開賽     | 男子單打 | 冠軍   |
| 1991年 | 世界羽毛球錦標賽   | 男子單打 | 季軍   |
| 1991年 | 羽毛球世界盃       | 男子單打 | 季軍   |
| 1991年 | 香港羽球公開賽     | 男子單打 | 冠軍   |
| 1992年 | 全英羽球公開賽     | 男子單打 | 冠軍   |
| 1992年 | 湯姆斯盃           | 男子團體 | 季軍   |
| 1992年 | 加拿大羽球公開賽   | 男子單打 | 亞軍   |
| 1992年 | 美國羽球公開賽     | 男子單打 | 亞軍   |
| 1992年 | 香港羽球公開賽     | 男子單打 | 準決賽 |
| 1993年 | 東亞運動會羽球比賽 | 男子團體 | 金牌   |
| 1993年 | 東亞運動會羽球比賽 | 男子單打 | 金牌   |
| 1993年 | 蘇迪曼盃           | 混合團體 | 季軍   |
| 1994年 | 亞洲羽毛球錦標賽   | 男子單打 | 亞軍   |
| 1994年 | 湯姆斯盃           | 男子團體 | 季軍   |

### 奧運會和世錦賽參賽紀錄
|          | 1989 | 1991 | 1992 | 1993 |
| -------- | ---- | ---- | ---- | ---- |
| 男子單打 | 64強 | 季軍 | 16強 | 16強 |

## 外部連結
- 劉軍在世界羽球聯盟的登錄資料